# Węglan wapnia
Węglan wapnia (E170) – nieorganiczny związek chemiczny, sól kwasu węglowego i wapnia.

## Występowanie
Węglan wapnia jest szeroko rozpowszechniony w przyrodzie, stanowiąc podstawowy składnik wielu minerałów (np. kalcytu i aragonitu), wytrącanych bądź abiotycznie, bądź przez organizmy żywe (na przykład koralowce i mięczaki), a także niektórych skał (wapieni, dolomitów, kredy).

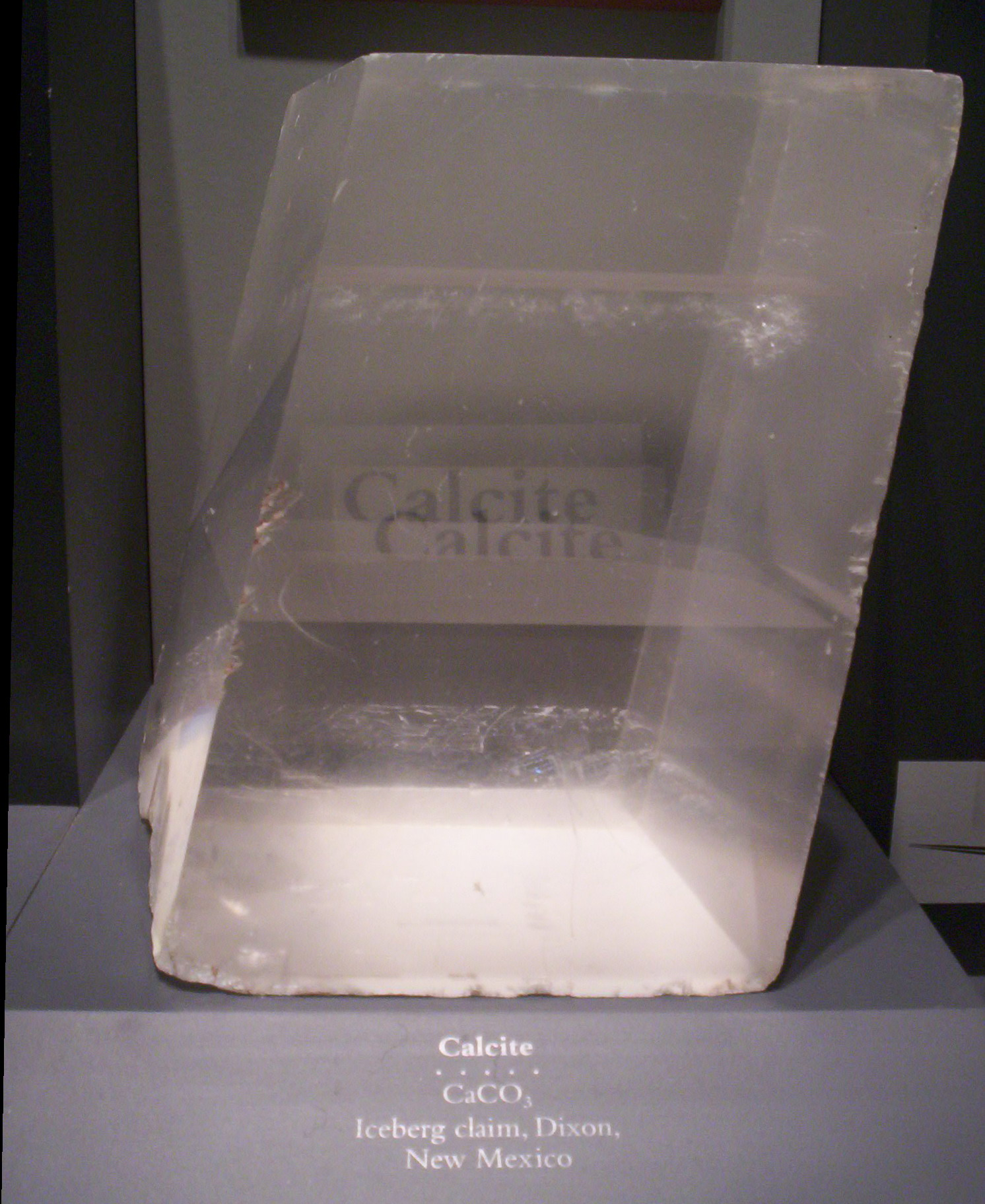
Kalcyt
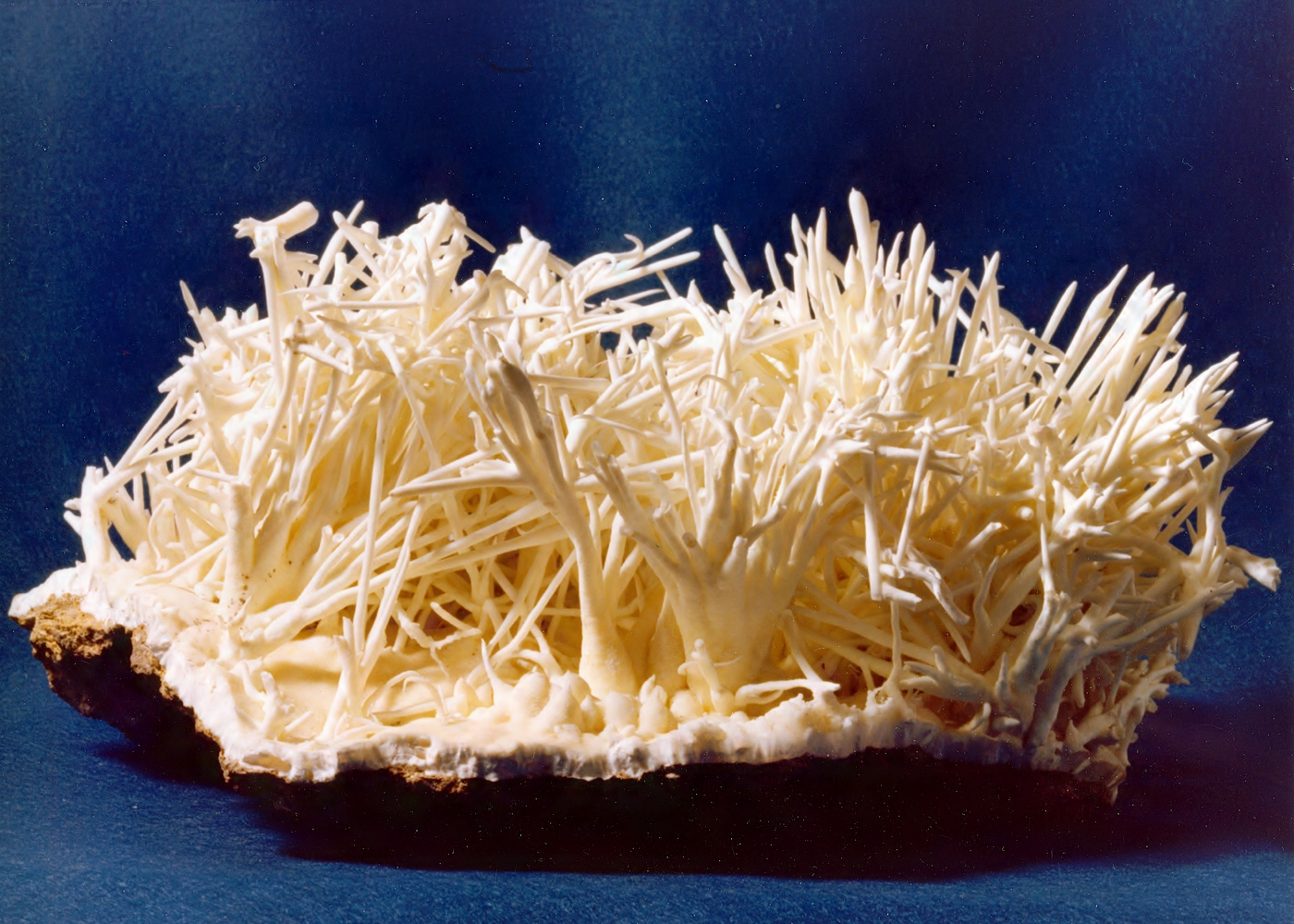
Aragonit
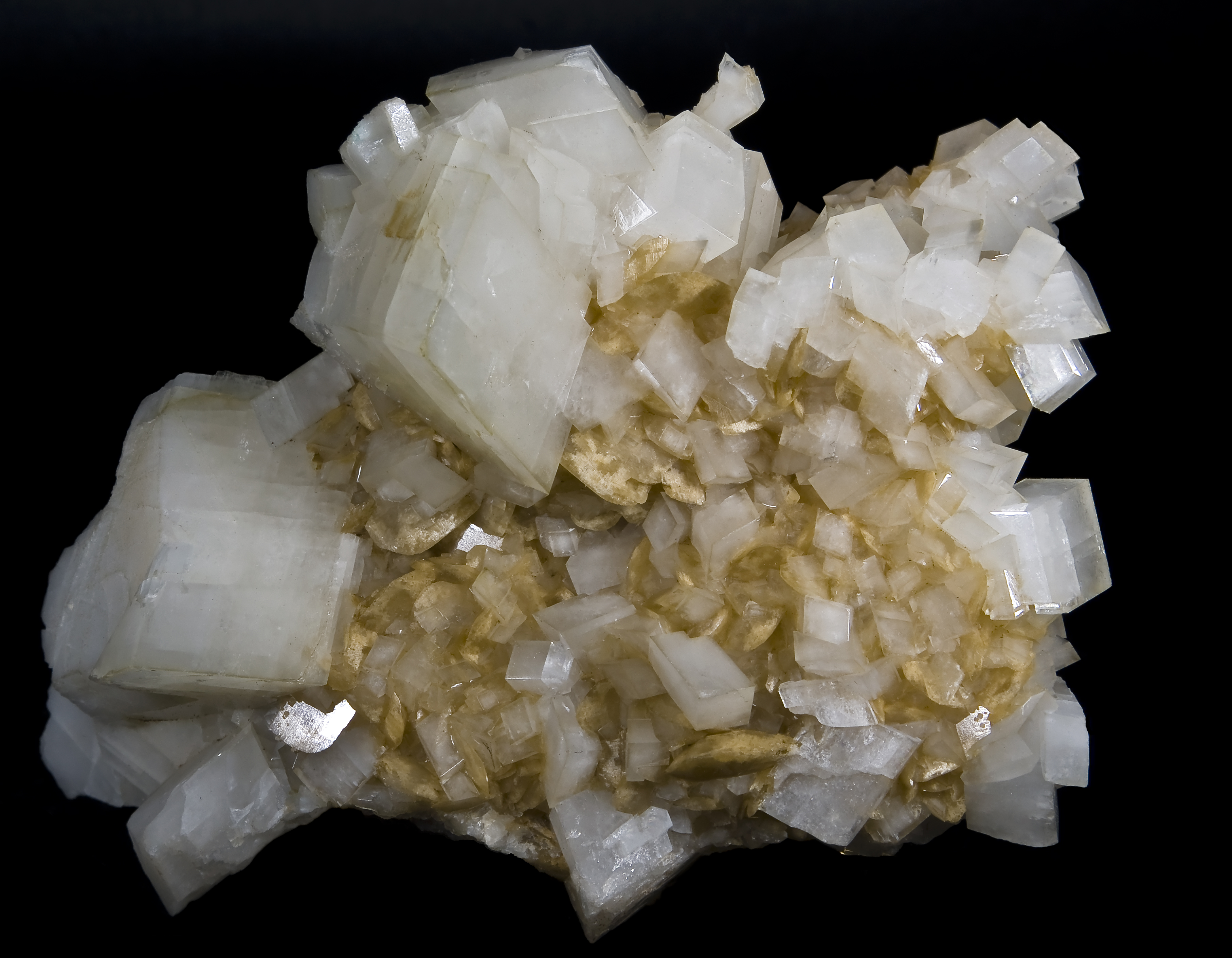
Dolomit
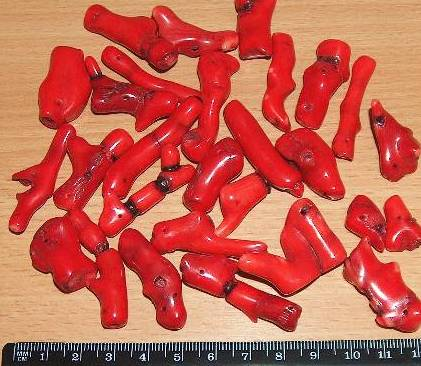
Koral (gałązki)

## Właściwości
Pod wpływem wysokiej temperatury rozkłada się na tlenek wapnia i dwutlenek węgla:
{\displaystyle \mathrm {CaCO_{3}{\xrightarrow {temp.}}CaO+CO_{2}} }

## Zastosowanie

### Budownictwo
Używany jako materiał budowlany. W postaci wapienia stosowany jako kamień budowlany, zaś w formie sproszkowanych skał wapiennych jako surowiec do produkcji wapna palonego. Bardzo drobno zmielony może być także wykorzystywany jako biały barwnik – w postaci farby wodnej (tzw. biel wiedeńska).

### Przemysł spożywczy
Jest chemicznym dodatkiem do żywności, oznaczonym jako E170. Używany jako utwardzacz, a także biały barwnik spożywczy w produktach takich jak: pieczywo, herbatniki, wyroby cukiernicze, lody, cukierki oraz konserwowane owoce i warzywa. Choć w niewielkich ilościach jest uznawany za nieszkodliwy, to jego nadmiar może powodować bóle brzucha oraz zaparcia.

### Medycyna
Jest jedną z najczęściej spotykanych w suplementach diety form dostarczania wapnia do organizmu, którego przyswajalność w takiej formie szacuje się średnio na poziomie ok. 30%. Stosowany pomocniczo w leczeniu zgagi i refluksu żołądkowo-przełykowego ze względu na działanie zobojętniające wobec kwasu solnego:
{\displaystyle \mathrm {2HCl+CaCO_{3}\to H_{2}O+CaCl_{2}+CO_{2}\uparrow } }

### Rolnictwo
Stosowany w rolnictwie jako składnik wapna nawozowego węglanowego do wapnowania gleby.

### Inne zastosowania
Węglan wapnia można znaleźć również w kosmetykach (np. w pudrze do twarzy), a także w wybielaczach, tabletkach z witaminami oraz w papierosach. W technologii oczyszczania wody wykorzystywany do wzrostu zasadowości oraz związania agresywnego dwutlenku węgla. Stopień zasadowości bywa podawany jako [g CaCO3/m³], im więcej gramów CaCO3 na jednostkę objętości, tym wyższa zasadowość.